# 1409
سنة 1409 كانت سنة بسيطة تبدأ يوم الثلاثاء (الرابط يظهر نموذج التقويم الكامل للسنة) من التقويم اليولياني.

## أحداث
- بداية الحرب البولندية الليتوانية التوتونية في 14 أغسطس 1409 والتي انتهت في 1 فبراير 1411.

## مواليد
- ريناتو الأول ملك نابولي
- نجم الدين ابن فهد المكي

## وفيات
- مارتينو الأول ملك صقلية.